# Gendün Püntsog
Gendün Püntsog  (1648-1724) was een Tibetaans geestelijke.
Hij was de vijftigste Ganden tripa van 1715 tot 1722 en daarmee de hoofdabt van het klooster Ganden en hoogste geestelijke van de gelugtraditie in het Tibetaans boeddhisme.
Gendün Püntsog werd geboren in 1648 in Amdo. 
Op de leeftijd van vijf jaar reisde Gendün Püntsog naar Lhasa en schreef zich in bij het Gomang College van het Drepungklooster. Na de voor het kloosterleven benodigde basisopleiding, studeerde hij er filosofie en Vinaya.
Daarna schreef hij zich in bij het Gyume College en bestudeerde de belangrijke onderdelen van tantra volgens de Gelug-traditie en werd na jaren van studie een geleerde in zowel tantra als soetra. Zijn kennis en ervaring bezorgden hem de status van "jadrel" (vrijgesteld van wereldlijke activiteit). 
In 1714 werd Gendün Püntsog gekozen tot 50e Ganden tripa, over zijn loopbaan tot dan is weinig bekend. Hij diende in dit ambt gedurende de gebruikelijke zeven jaar, tot 1718, gedurende welke periode hij onderwijs gaf en religieuze activiteiten leidde. Hij verbeterde het kloosteronderwijs, de discipline en de faciliteiten zoals de maaltijdenvoorziening.
Trichen Gendün Püntsog is mogelijk het meest bekend door een wonder dat hij zou hebben volbracht. Met tantrische kracht zou hij de zilveren reliekhouder van de Tsongkhapa (1357-1419), hebben veranderd in een gouden. Lhasang Khan, kleinzoon van Gushi Khan en de laatste Khoshut-Mongoolse koning van Tibet, was verheugd over deze prestatie en beloonde hem door hem het eigendom te schenken van het Tsel Gungtang klooster. Dit klooster ten zuiden van Lhasa werd gesticht in de 12e eeuw door Tsang Yudragpa Tsundru Dragpa (1123-1193). Hij wijzigde dit klooster van de Kagyu-traditie naar de Gelug-traditie, liet een restauratie uitvoeren en droeg het later over aan de regering van Tibet voor het onderhoud. Door zijn beheer over het klooster kreeg hij de naam Tri Gungtangpa. Zijn latere incarnaties werden Gungtang Lama's genoemd.
De belangrijkste onder zijn leraren was de Jamyang Shepa Ngawang Tsondu (1648-1721/1722). Tot zijn studenten behoorden Ngawang Tashi (1678-1738), de tweede hoofdabt van het Labrangklooster; de 52e Ganden tripa, Ngawang Tsepel (1668-1734); en de 54e Ganden tripa, Ngawang Chokden (1677-1751).
In zijn latere leven werd Trichen Gendün Püntsog adviseur van hooggeplaatste overheidsfunctionarissen tijdens de vele conflicten en politieke crises in 18e-eeuws Tibet. Daarom werd door de overheid voor hem een verblijf in Lhasa gebouwd. Hij verbleef echter grotendeels in het Guntang-klooster, waar hij monniken ondeewees. 
Toen Trichen Gendün Püntsog zijn einde voelde naderen, baden zijn aanhangers dat zijn leven verlengd zou worden, of anders dat hij snel zou reïncarneren en makkelijk te herkennen zou zijn. Hij zou gezegd hebben dat hij wordt herboren in een gebied waar de leer van Tsongkapa veel aanhang heeft. Hij gaf de instructie om de vijfde Paṇchen Lama, Lobsang Yeshe (1663-1737) te consulteren voor de exacte geboorteplaats. In 1724 overleed Trichen Gendün Püntsog op de leeftijd van 77 jaar.
Gungtang Trichen Ngawang Tenpai Gyaltsen (1727-1759), ook bekend als Gungtang Jampayang, werd herkend als zijn reïncarnatie.